# Svenska kalendern

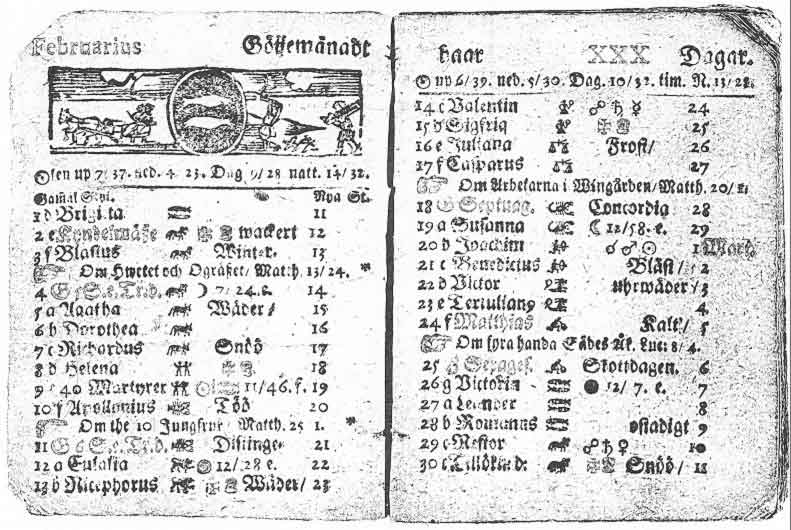
30 dagar i februari 1712.

Den svenska kalendern eller svenska stilen, var en kalender som användes i Sverige 1 mars 1700 – 30 februari 1712. Perioden motsvaras av gregorianska kalendern av 11 mars 1700 – 11 mars 1712, samt av julianska kalenderns 29 februari 1700 – 29 februari 1712. 

## Historik
I november 1699 beslutades det att Sverige gradvis skulle anta den nya stilen (den svenska benämningen på den gregorianska kalendern för att undvika hänvisning till påvar) med början år 1700. Processen skulle gå till så att man tog bort skottdagen under elva skottår, för att på så sätt gradvis närma sig den gregorianska kalendern under en period av 40 år och en dag. Enligt planen skippades skottdagen år 1700, men på grund av att stora nordiska kriget utbröt vid samma tid glömde man sedan bort att ta bort skottdagen 1704 och 1708.
I januari 1711 beslutade kungen, Karl XII, att Sverige skulle ge upp och gå tillbaka till den gamla stilen (den julianska kalendern). En extra dag benämnd tillökningsdagen lades in efter 29 februari 1712, vilken alltså blev den 30 februari, och på så sätt kom Sverige dagen därpå, den 1 mars 1712, på nytt i fas med den julianska kalendern.
Först 1753, ett år efter Storbritannien, gick Sverige över till den gregorianska kalendern genom att 17 februari följdes av 1 mars.

## Effekter av kalenderbyte

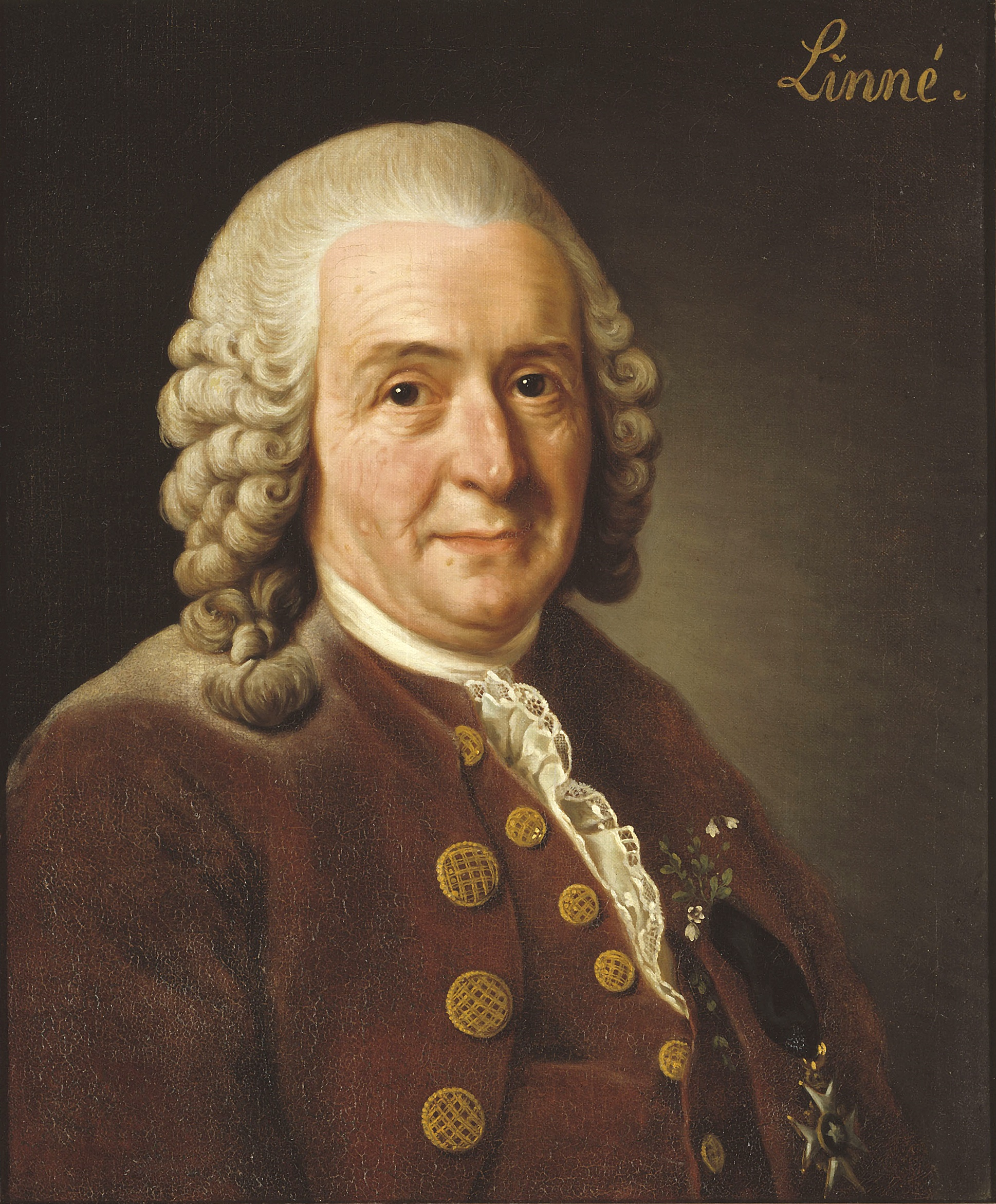
Carl von Linné föddes i en tid då det fanns tre kristna kalendrar.

Kalenderbytena kan leda till viss förvirring när vi daterar händelser i andra länder vid en tid när det andra landet följde en annan kalender. Till exempel utbröt oktoberrevolutionen i Ryssland 7 november 1917 enligt gregoriansk tidräkning, men 25 oktober samma år enligt juliansk tidräkning. Gregorianska kalendern infördes i Ryssland först i februari 1918.
Ett annat exempel på effekten av kalenderbyte är Carl von Linnés födelsedag: Han föddes den 13 maj 1707 enligt den då gällande Svenska kalendern. År 1732, i anteckningarna från sin lappländska resa, anger han sin födelsedag till den 12 maj enligt den då gällande julianska kalendern (gamla stilen). Vid hans död 10 januari 1778 hade Sverige infört gregoriansk kalender (nya stilen), och Linnés födelsedag brukar sedan dess firas som jubileumsdag den 23 maj.
Ytterligare ett exempel är datumet för Slaget vid Orford Ness, som berörde både svenskar, engelsmän och andra européer, då det var en del av Stora nordiska kriget. Slaget, som ägde rum i Engelska kanalen, skedde på tre olika datum, beroende på vilken kalender som används. 
Påsken, och de helgdagar som är knutna till den, har firats vid olika tidpunkter i Sverige och andra länder beroende på kalenderbytena, men också beroende på att Sverige under åren 1740–1844 avvek från de regler som fastställts vid kyrkomötet år 325 i Nicaea. I Sverige använde man under dessa år den astronomiskt bestämda vårdagjämningen och fullmånen.
Vad gäller årsdagar (jubileer och födelsedagar) för händelser före ett kalenderbyte bör dessa efter kalenderbytet normalt förläggas till samma kalenderdatum som de skett. Även om det har försvunnit dagar, så räknas tiden mellan två identiska datum som ett helt antal år. De borttagna dagarna är till sin natur borttagna skottdagar, och det är inte brukligt att till exempel flytta födelsedagsfirande till annan dag när det är skottår.